# Секретер

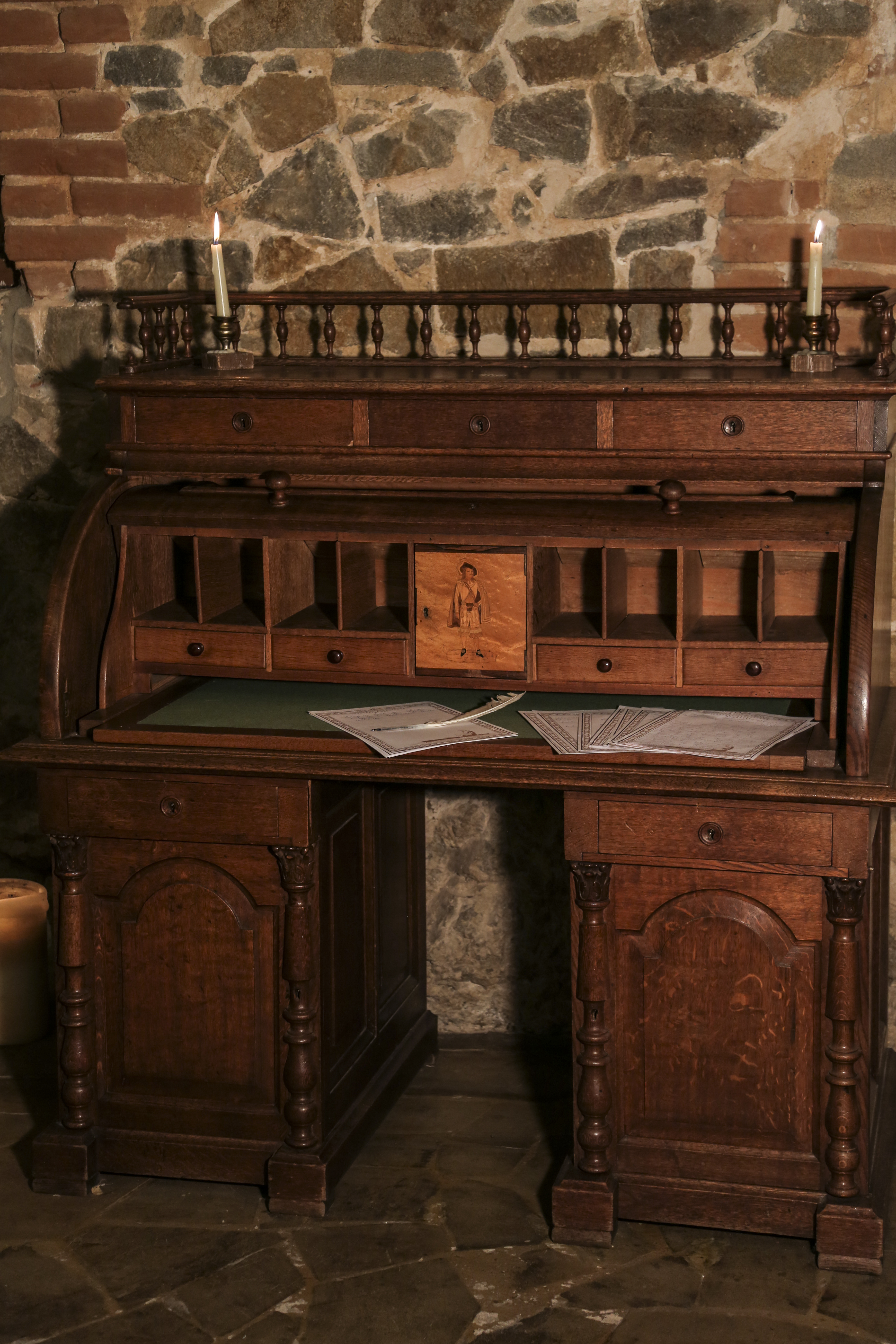
Секретер 19 ст. голландського виробництва. З колекції історико-культурного комплексу «Замок Радомисль»

Секрете́р (фр. secretaire) — деталь меблів у вигляді невеличкої шафи з шухлядами і поличками для зберігання паперів переважно приватного характеру і дрібних речей. Інколи може мати відкидну або висувну дошку, що виконує функції письмового столу. Нерідко секретери виготовляються у вигляді власне письмового столу із поличками у вигляді шаф.
Відома точна дата виготовлення першого секретеру — 1730 рік. Спочатку секретери були невеличкі за розмірами і взагалі вважалися жіночим типом меблів. Однак пізніше вони збільшилися в розмірах, кількість ящиків побільшала, з'явилися потаємні відділення зі складними замками.
Найдорожчим в історії секретером володів король Франції Людовік XV. Виготовлений з дорогоцінних порід дерева, срібла, бронзи, з деталями, вкритими позолотою, оснащений складною системою замків, він коштував 1 млн франків.
Секретери були популярними серед апеткарів, банкірів, юристів та ін.